# 太田久紀
太田 久紀（おおた きゅうき、1928年 - 2007年）は、日本の仏教学者。駒澤短期大学および駒沢女子短期大学教授。専門は唯識。

## 来歴
駒澤大学文学部仏教学科卒業。駒沢女子短期大学教授を経て、駒澤短期大学教授を務めた。
著書に「唯識の読み方」「成唯識論要講」「佛典講座 観心覚夢鈔」など。

## 著書
- 「国立国会図書館」を参照

### 論文
- CiNii>太田久紀